# Tabanus armeniacus
Tabanus armeniacus är en tvåvingeart som först beskrevs av Krober 1928.  Tabanus armeniacus ingår i släktet Tabanus och familjen bromsar. Inga underarter finns listade i Catalogue of Life.